# Rusko-turške vojne
Rusko-turške vojne (rusko Русско-турецкие войны, latinizirano: Russko-tureckije vojny) ali rusko-osmanske vojne (turško Osmanlı-Rus savaşları) so bile niz dvanajstih vojn med Ruskim in Osmanskim cesarstvom od 16. do 18. stoletja. Vojne so bile eden od najdaljših nizov vojaških spopadov v evropski zgodovini. Razen vojne leta 1710-1711 in krimske vojne, ki se pogosto obravnava kot ločen dogodek, so se vojne končale porazno za Osmansko cesarstvo, ki je doživljalo dolgo obdobje stagnacije in propadanja. Na evropski strani so vojne prikazane kot prevlada Rusije kot evropske sile po prizadevanjih Petra Velikega za modernizacijo carstva v začetku 18. stoletja.

## Zgodovina

### Pojav konfliktov (1568-1739)

#### Obdobje pred Petrom Velikim
Prva rusko-turška vojna (1568–1570) se je začela po osvojitvi Kazana in Astrahana s strani ruskega carja Ivana Groznega. Osmanski sultan Selim II. je poskušal iztisniti Ruse iz porečja spodnje Volge tako, da je leta 1569 poslal svojo vojsko napast Astrahan. Turški pohod se je končal s katastrofo. Osmanski vojski ni uspelo zavzeti Astrahana in je skoraj cela poginila v stepah, medtem ko je osmanska flota doživela brodolom v Azovskem morju. Mirovni sporazum med sprtima stranema je utrdil oblast Rusije na Volgi, Osmansko cesarstvo pa je pridobilo številne trgovinske ugodnosti. Osmanski vazal Krimski kanat je nadaljeval svojo ekspanzijo na račun Ruskega carstva, vendar je bil v bitki pri Molodih leta 1572 poražen. 
Naslednji konflikt med Rusijo in Turčijo se je začel 100 let pozneje kot del boja za ozemlje Ukrajine. Medtem ko je Rusija po rusko-poljski vojni (1654–1667) osvojila Levobrežno Ukrajino, je Osmansko cesarstvo med poljsko-osmansko vojno (1672–1676) s podporo svojega vazala Petra Dorošenka (1665–1672) razširilo svojo oblast nad celotno Desnobrežno Ukrajino. Dorošenkova proosmanska politika je povzročila neodobravanje med številnimi ukrajinskimi kozaki, ki so leta 1674 za edinega hetmana vse Ukrajine izvolili Ivana Samojloviča.  Leta 1676 so ruske čete zavzele Čigirin in strmoglavile Dorošenka, ki je bil nato izgnan v Rusijo. Leta 1677 je osmanska vojska poskušala ponovno zavzeti Čigirin, a je bila poražena. Leta 1678 je osmanska vojska po krvavem napadu končno zavzela Čigirin, potem pa je bila osmanska ekspanzija proti severovzhodu ustavljena. V letih 1679–1680 so Rusi odbili napade Krimskih Tatarov in leta 1681 podpisali Bahčisarajski mirovni sporazum, ki je vzpostavil rusko-turško mejo na reki Dneper.

#### Peter Veliki in obdobje po njem
Rusija se je leta 1686 pridružila evropski Sveti ligi, v kateri so bile Avstrija, Poljska in Beneška republika.:14 Med vojno je ruska stran leta 1687 in 1689 organizirala pohoda na Krim in v letih 1695–1696 pohod na Azov. V luči priprav na vojno s Švedsko in podpisa Karlovškega  miru z Osmanskiom cesarstvom leta 1699 je ruska vlada leta 1700  s slednjim podpisala tudi Konstantinopelski mirovni sporazum. Rusiji je s sporazumi uspelo priključiti Azov in dobiti dostop do Azovskega morja. 
Potem ko so Rusi v bitki pri Poltavi leta 1709 premagali Švede in Švedski naklonjene ukrajinske kozake pod vodstvom Ivana Mazepe, je švedskemu kralju Karlu XII. uspelo prepričati osmanskega sultana Ahmeda III., da je 20. novembra 1710 Rusiji napovedal vojno. Prutski pohod Petra Velikega se je za Rusijo končal zelo neuspešno. Rusko vojsko pod carjevim poveljstvom je obkolila mnogo močnejša osmansko-tatarska vojska in carja prisilila na neugodne mirovne pogoje, po katerih je moral Osmanskemu cesarstvu vrniti Azov.
Do poznega 17. stoletja je safavidski Iran, ki je mejil na obe cesarstvi in je bil od 16.–19. stoletja eden največjih tekmecev Turčije, močno propadel. Rusija in Osmansko cesarstvo sta to izkoristila in zasedla del iranskega ozemlja. Peter Veliki je v rusko-perzijski vojni leta 1722–1723  zavzel današnji Dagestan, Azerbajdžan in severni Iran. Osmani so zasedli današnjo Armenijo, dele vzhodne Anatolije in zahodni Iran. Osvojitve obeh so bile potrjene v Carigrajsken sporazumu, sklenjenem leta 1524. Rusi in Turki so zdaj mejili tudi na Kavkazu, kar je povzročilo dodatna trenja. 
Rusiji je uspelo s podpisom sporazumov s Perzijo v letih 1732 in 1735 zagotoviti ugodne mednarodne razmere. Rusi so Perziji vrnili vsa ozemlja, pridobljena  od leta 1722 na severnem in južnem Kavkazu ter v severnem Iranu, in se s tem izognili vojni z vzpenjajočim se perzijskim vladarjem Nadir Šahom. Sporazumi so imeli  tudi druge diplomatsko ugodne vidike. Vzpostavili so rusko-perzijsko zavezništvo proti Turčiji, saj je bila Perzija v vojni z Osmanskim cesarstvom. Medtem je Rusija podpirala tudi pristop Avgusta III. na poljski prestol v vojni za poljsko nasledstvo  v letih 1733–1735. Francija je podpirala njegovega protikandidata Stanislava Leszczyńskega.  Avstrija je bila od leta 1726 zaveznica Rusije. 
Rusija je leta 1736 vstopila v naslednjo vojno z Osmanskim cesarstvom, ki so jo spodbudili napadi krimskih Tatarov na Ukrajino in vojaški pohod krimskega kana na Kavkaz. Maja 1736 je ruska vojska začela invazijo na polotok Krim in požgala prestolnico Krimskega kanata Bahčisaraj. 19. junija je ruska donska vojska pod poveljstvom generala Petra Lacyja zavzela Azov. Julija 1737 je vojska Burkharda Christopha von Münnicha zavzela osmansko trdnjavo Očakov. Lacyjeva vojska 40.000 mož je isti mesec napadla Krim, zadala nekaj porazov vojski krimskega kana in zajela Karasubazar. Lacy in njegovi vojaki so morali zatem zapustiti Krim zaradi pomanjkanja zalog.
Avstrija je julija 1737 vstopila v vojno proti Turčiji, vendar je bila večkrat poražena. Avgusta so Rusija, Avstrija in Turčija začele pogajanja v Nemirovu, ki pa so se izkazala za neuspešna. Leta 1738 ni bilo večjih vojaških operacij. Ruska vojska je morala zaradi izbruha kuge zapustiti Očakov in Kinburn. Leta 1739 je Münnichova vojska prečkala Dneper, porazila osmansko vojsko pri Stavučanih in zasedla trdnjavi Hotin in Iaşi. Avstrija je bila v vojni z Osmanskim cesarstvom ponovno poražena in je 21. avgusta podpisala ločen mirovni sporazum. To in neposredna grožnja švedske invazije na Rusijo je slednjo prisililo, da je  18. septembra 1739 podpisala Niški mirovni sporazum in končala vojno s Turčijo.

### Postopen poraz Osmanskega cesarstva (1768–1878)

#### Katarina Velika
Po mejnem incidentu pri Balti je sultan Mustafa III. 25. septembra 1768 napovedal vojno Rusiji. Turki so sklenili zavezništvo s poljskimi opozicijskimi silami Barske konfederacije, medtem ko je Rusijo podpirala Velika Britanija, ki je carski mornarici ponudila svoje svetovalce.
Poljsko opozicijsko vojsko je porazil Aleksander Suvorov, ki je bil nato premeščen na osmansko bojišče, kjer je v letih 1773 in 1774 zmagal v več manjših in večjih bitkah po prejšnjih velikih uspehih ruskega feldmaršala Pjotra Rumjanceva pri Largi in Kagulu.
Pomorske operacije ruske baltske flote v Sredozemlju so prinesle zmage pod poveljstvom Alekseja Orlova. Leta 1771 sta se Egipt in Sirija uprla osmanski oblasti, medtem ko je ruska flota v česmenski bitki popolnoma uničila osmansko mornarico. 
Osmansko cesarstvo je 21. julija 1774 podpisalo Kičukkajnarški mirovni sporazum, s katerim je Krimski kanat formalno dobil neodvisnost, v resnici pa je postal odvisen od Rusije. Rusija je prejela 4,5 milijona rubljev odškodnine in dve ključni pristanišči, ki sta ji omogočili neposreden dostop do Črnega morja. Tokrat se je prvič zgodilo,  da se je kakšna tuja sila neposredno vmešala v zadeve Visoke porte, saj je sporazum Rusiji podelil status zaščitnice 
pravoslavnih krščanskih podložnikov v Osmanskem cesarstvu.
Leta 1783 je Rusija priključila Krimski kanat. Istega leta je Rusija v skladu z Georgijevskim sporazumom vzpostavila protektorat nad Kraljevino Kartli-Kaheti. Leta 1787 je cesarica Katarina Velika zmagoslavno potovala po Krimu v spremstvu predstavnikov tujih dvorov in svojega zaveznika Jožefa II., cesarja Svetega rimskega cesarstva. Ti dogodki in trenja, ki so jih povzročile medsebojne pritožbe zaradi kršitev Kučukkajnarškega sporazuma, so vznemirili javno mnenje v Konstantinoplu in vojni naklonjena stranka je dobila  podporo britanskega veleposlanika.
Leta 1787 so Osmani od Rusije zahtevali, da zapusti Krim. Rusija jim je kot odgovor napovedala vojno. Osmanske priprave na vojno so bile neustrezne in trenutek je bil slabo izbran, ker sta bili zdaj Rusija in Avstrija zaveznici. To je postalo jasno šele, ko so se dogodki že začeli. Turki so leta 1789 pregnali Avstrijce iz Mehadije in zasedli Banat, v Moldaviji pa je bil uspešen feldmaršal Pjotr Rumjancev, ki je zavzel Iaşi in Hotin. Osmanski generali so bili nesposobni, vojska pa uporniška. Vojski za pomoč Benderju in Akkermanu je pohod spodletel. Beograd so zavzeli Avstrijci, ruska vojska pod poveljstvom Aleksandra Suvorova  pa je v bitki pri Rimniku premagala Turke in zavzela Izmail. Niz Osmanskih katastrof je dopolnil padec Anape. Le nekaj let prej ustanovljena ruska črnomorska flota pod poveljstvom admirala Ušakova je turški floti zadala vrsto porazov in prevzela pobudo v Črnem morju. 
Sultan Selim III. je bil nervozen in je pred sklenitvijo miru poskušal z zmago obnoviti prestiž svoje države, vendar je zaradi stanja njegove vojske to upanje postalo nerealno. Turčija je 31. januarja 1790 podpisala pakt o vzajemni pomoči s Prusijo, vendar med vojno ni prejela pomoči. Dogodki so Turčijo prisilili, da je 9. januarja 1792 z Rusijo podpisana Jaški mirovni sporazum, s katerim je Krim in Očakov prepustila Rusiji. Evropska meja med cesarstvoma je postala reka Dnester, azijska meja pa je ostala nespremenjena.

#### Spopadi v 19. stoletju
Gábor Ágoston je upad osmanske moči v primerjavi z Rusijo pripisal reakcionarnim janičarjem: 
Vsem razpravam in prizadevanjem za modernizacijo navkljub je janičarjem in njihovim zaveznikom z državnim udarom uspelo izničiti vojaške, upravne in finančne reforme sultana Selima III. v zahodnem slogu in celo ubiti samega sultana. Temeljne reforme so se začele šele v 1830. letih pod Mahmudom II., ki je leta 1826 uničil janičarje, stoletje in četrt po tem, ko je Peter Veliki uničil strelce.
Leta 1806 je Osmansko cesarstvo na hujskanje Napoleonove Francije začelo novo vojno. Dolga šestletna vojna je za Rusijo potekala vzporedno z rusko-perzijsko vojno, rusko-švedsko vojno in vojno četrte koalicije. Ruska vojska je kljub temu v odločilnem pohodu Kutuzova leta 1811 na Donavi premagala osmansko vojsko, kar je omogočilo sklenitev za Rusijo ugodnega mirovnega sporazuma, s katerim je Rusija dobila Besarabijo. 
Osmansko cesarstvo je vzdrževalo vojaško pariteto z Rusijo do druge polovice 18. stoletja, vendar osmanski vojski do leta 1820  ni uspelo zadušiti grške vojne za neodvisnost v južni Grčiji. Posredovale so velike evropske sile in Grčiji pomagale v vojni za njeno neodvisnost. Po bitki pri Navarinu in rusko-turški vojni (1828–1829), v kateri je ruska vojska prvič  prečkala Stara planina in zavzela Odrin,  je Osmansko cesarstvo priznalo neodvisnost Grčije in prehod kavkaške črnomorske obale pod rusko oblast. Grčija je postala prva neodvisna država, nastala na delu Osmanskega cesarstva. Težnje Ruskega imperija po ozemlju in oporiščih južno od Rusije so sprožile britanske strahove glede ruske pomorske prevlade v Sredozemlju in nadzora nad kopensko potjo do indijske podceline.
Ko je Rusija leta 1853 uničila celotno osmansko floto v bitki pri Sinopu, sta Velika Britanija in Francija sklenili, da je oborožena intervencija na strani Osmanov edini način za zaustavitev velike ruske ekspanzije. Čeprav so bili Osmani in Rusi na nasprotnih straneh, so korenine krimske vojne, ki je sledila, ležale v rivalstvu med Britanci in Rusi. Vojna se je za Ruse končala neugodno s sklenitvijo Pariškega mirovnega sporazuma leta 1856.
Vojne so oslabile osmansko moralo in pokazale, da sta sodobna tehnologija in vrhunska oborožitev najpomembnejši del moderne vojske, česar pa je Osmanskemu cesarstvu močno primanjkovalo. V vojni, v kateri so se vojskovali skupaj z Britanci, Francozi in celo Piemontezi, so Osmani uvideli, kako daleč so zaostali. Po krimski vojni so se stvari začele spreminjati.
Ena od teh sprememb je nastala, ko so Evropejci na Osmansko cesarstvo začeli gledati kot na komercialno priložnost in obseg trgovanja se je dramatično povečal. Osmanska vlada je prejemala veliko dodatnega denarja tudi iz obstoječega davčnega sistema z zmanjšanjem korupcije. Sultan je močno pritisnil na pokrajinske bege in povečal davek, ki so ga morali plačevati. Sultan Abdulaziz je velik del tega denarja porabil za gradnjo in opremljanje razkošnih palač, ki so se kosale s tistimi v Angliji in Franciji, in ne za vojsko. Cesarstvo je preživljalo revolucijo in po vsej Anatoliji se je pojavljal nov osmanski nacionalizem. Zdelo se je, da bi imperij  morda lahko obrnil tok svojega propadanja. 
Monetarni in upravni zlom je skupaj z novo grožnjo iz Rusije začel zadnjo fazo propadanja Osmanskega cesarstva. Krimska vojna je Rusijo prisilila, da se je odpovedala svojim ambicijam po osvojitvi osmanske prestolnice Konstantinopel in prevzemu nadzora nad Bosporjem. Namesto tega se je odločila osredotočiti se na pridobivanje moči na Balkanu. Prebivalstvo večjega dela Balkana so bili Slovani, tako kot Rusi. Tudi oni so bili v glavnem verniki vzhodne pravoslavne cerkve, tako kot Rusi. V Rusiji so se pojavila nova gibanja, tudi slovanofilstvo, nagnjena k revoluciji. Ko je vlada v Konstantinoplu skušala uvesti ukrepe za preprečitev gospodarskega zloma v celotnem cesarstvu, je leta 1875 sprožila upor v Hercegovini. Upor se je iz Hercegovine hitro razširil v Bosno in nato v Bolgarijo. Kmalu zatem je v vojno proti Turkom stopila tudi Srbija. Ti upori so bili prvi preskus za novo moderno osmansko vojsko. Četudi vojska še ni bila ustrojena po zahodnoevropskih standardih, se je bojevala učinkovito in surovo in leta 1876 izvedla pokol v Bataku. Januarius MacGahan, novinar New York Heralda in londonskega The Daily Newsa, je po svojem obisku Bataka pisal o grozovitih dogodkih. Po večini virov je bilo samo v Bataku ubitih okoli 5000 ljudi. Skupno število žrtev aprilske vstaje je po večini ocen okoli 15.000. Poleg pobojev je so Turki v treh okrožjih požgali 36 vasi.
Balkanski upori so kmalu začeli pojemati. V Evropi, celo v Veliki Britaniji, so bili časopisi polni poročil o osmanskih pobojih in grozodejstvih v Bolgariji. Upori so dali priložnost Rusiji (knezu Gorčakovu) in Avstro-Ogrski (grofu Andrássyju), da sta 8. julija 1876 sklenila tajni Reichstadtski sporazum o razdelitvi Balkanskega polotoka glede na osvojitve v naslednjih vojnah.  
Naslednje leto se je začela nova rusko-turška vojna. Posodobljena osmanska vojska se je borila bolje kot kadar koli prej, a še vedno ni bila enaka ruski carski vojski. Tokrat pomoči iz tujine ni bilo. Resnici na ljubo so številni evropski narodi podpirali rusko stran, če le ni prišla preveč blizu Konstantinopla. Ko se je vojna deset mesecev in pol kasneje končala, se je končala tudi osmanska nadvlada nad Balkanom. V severni Bolgariji je ruska vojska potem, ko je prečkala Donavo, zavzela prelaz Šipka na Stari planini. Turška vojska Osman Nuri paše se je po trdovratnem boju predala.  Ruska vojska je nato prečkala Staro planino, premagala preostale turške čete in dosegla pristope do Konstantinopla. Na Kavkazu je turška vojska zadržala rusko ofenzivo, a se je po porazu v bitki pri Aladži umaknila v Erzurum, nakar so Rusi zavzeli Kars. Na Črnem morju je imela osmanska flota ogromno prednost, saj si ruska črnomorska flota še ni opomogla od krimske vojne, vendar dogajanja na Črnem morju v tej vojni kljub temu niso bila pomembna. 
Kot odgovor na rusko približevanje Bosporju so Britanci v nasprotju z željami novega sultana Abdul Hamida II. posegli v vojno. V Marmarsko morje je vplula velika eskadra britanskih ladij, veliko močnejša od ruskega ladjevja, in se zasidrala pred palačo Dolmabahče in rusko vojsko. Rusi, soočeni z možnostjo britanskega vstopa v vojno, so se odločili rešiti spor s pogajanji. Sanstefanski sporazum je Romuniji in Črni gori podelila neodvisnost, Srbija in Rusija sta dobili dodatno ozemlje, Avstro-Ogrska je dobila nadzor nad Bosno, Bolgarija pa skoraj popolno avtonomijo. Sultan je upal, da bodo druge velike sile nasprotovale tako enostranski resoluciji in da bo sklicana konferenca za njeno revizijo. Njegovo upanje je postalo resničnost. Na Berlinskem kongresu leta 1878 je Nemčija obljubila, da bo "poštena posrednica" pri reviziji sporazuma. V novem sporazumu je bilo zmanjšano bolgarsko ozemlje in ukinjena vojna odškodnina. Sklepi so znova prizadeli anglo-osmanske odnose, saj so Britancem dali otok Ciper. Sultan, jezen na britanskega premierja Benjamina Disraelija, je imel za Otta von Bismarcka samo pohvale, ker je Rusijo prisilil k številnim velikim koncesijam. Tesni nemško-osmanski odnosi so ostali takšni do samega konca obeh imperijev. 
Za rusko politiko do konca 19. stoletja je značilno podpiranje neodvisnosti nekdanjih osmanskih provinc in nato združitev vseh slovanskih narodov na Balkanu pod Bolgarijo. Na vzhodu je imela glavno vlogo Armenija. Ob koncu stoletja so Romunija, Srbija in Črna gora ter Bolgarija dobile samostojnost, kar je vznemirilo velike sile. Po Berlinskem kongresu je bila ruska ekspanzija nadzirana z zaustavitvijo širitve Bolgarije. Ruska javnost je menila, da je na tisoče ruskih vojakov umrlo zaman.

#### Kavkaz
Med grško vstajo je Rusko carstvo doseglo osmanske meje na Kavkazu. Po določilih Odrinskega sporazuma iz leta 1829 ja Osmansko cesarstvo priznalo rusko suverenost nad zahodno Gruzijo, ki je bila prej pod osmansko oblastjo, in priznalo rusko nadvlado nad današnjo Armenijo. Slednjo so Rusi osvojili leto prej (1828) in uradno pridobili s Turkmančajskim mirovnim sporazumom s kadžarskim Iranom. Rusija je po vojni z Osmanskim cesarstvom leta 1877-1878 dobila tudi Kars in Ardahan. 

### Konec Osmanskega in Ruskega cesarstva (1914–1923)
V prvih mesecih prve svetovne vojne je bil Kars ključni vojaški cilj osmanske vojske. Enver paša, osmanski minister za obrambo, ki je svoje cesarstvo potisnil v prvo svetovno vojno, je za ohranitev svojega položaja potreboval zmago proti Rusom. Na vzhodni meji je zbral vojsko, ki je bila pod njegovim poveljstvom  hudo poražena v bitki pri Sarikamišu 2. januarja 1915 proti Nikolaju Judeniču. Ta poraz je bil posledica zimskega vremena in slabega načrtovanja, glede na dejstvo, da so se Rusi pripravljali na evakuacijo Karsa. Z izgubo vzhodne armade je osmanska obramba razpadla in ruski vojski je z nadaljnjimi manjšimi bitkami uspelo napredovati na zahod do Erzincana. Naslednji hud poraz je osmanska vojska doživela v bitki pri Erzurumu leta 1916, po kateri je ruska vojska zavzela celotno zahodno Armenijo. Po kampanji leta 1916 je fronta ostala stabilna do ruske revolucije. 
Po propadu ruske vojske po revoluciji leta 1917 je v Armeniji ostalo premalo ruskih enot, da bi se lahko uprle neizogibnemu osmanskemu protinapadu. Kars je aprila 1918 prevzela na novo razglašena Republika Armenija. Marca istega leta je bila v Azerbajdžanski demokratični republiki ustanovljena Bakujska komuna. Komuna je kasneje postala Srednjekaspijska diktatura, ki jo je osvojila osmanska Islamska kavkaška armada, nato za kratek čas Trojna antanta in končno boljševiki. Poraz na drugih frontah je povzročil, da se je Osmansko cesarstvo predalo in umaknilo svoje sile. Tako Armenska kot Azerbajdžanska republika sta leta 1920 postali del Sovjetske zveze. Sovjetsko-turška meja je bila določena z Moskovskim sporazumom leta 1921.

## Seznam konfliktov
|    | Ime | Datum     | Rezultat |
| -- | --- | --------- | --- |
| 1  | Prva rusko-turška vojna | 1568–1570 | Ruska zmaga. |
| 2  | Druga rusko-turška vojna | 1676–1681 | Sporen. Nekateri avtorji pripisujejo zmago Osmanskemu cesarstvu, drugi pa Rusom. Tretji trdijo, da je bil izid neodločen. Bahčisarajski mirovni sporazum. |
| 3  | Tretja rusko-turška vojna (del Velike turške vojne) | 1686–1700 | Habsburška, poljsko-litovska, ruska in beneška zmaga. Karlovški mir and Konstantinopelski mirovni sporazum: Rusija pridobi Azov in trdnjave Taganrog, Pavlovsk in Mius. |
| 4  | Četrta rusko-turška vojna (del Velike severne vojne) | 1710–1711 | Osmanska zmaga.:41 Prutski mir in Odrinski sporazum: Rusija odstopi Azov Osmanskemu cesarstvu in poruši trdnjave Taganrog, Kodak, Novobogorodickaja in Kameni zaton. Rusija pristane, da se preneha vmešavati v notranje zadeve poljsko-litovske Republike obeh narodov. |
| 5  | Peta rusko-turška vojna (znana tudi kot avstrijsko-rusko-turška vojna) | 1735–1739 | Beograjski mir: Habsburžani odstopijo Osmanskemu cesarstvu Kraljevino Srbijo, vključno z Beogradom in južnim delom Temišvarskega Banata, ter severno Bosno. Krajovski Banat (Oltenija), ki so ga pridobili s Požarevskim mirom leta 1718, odstopijo Vlaški, podložni Osmanskemu cesarstvu. Demarkacijska črta postaneta reki Sava in Donava. Niški sporazum, sklenjen 3. oktobra 1739): Rusija se odpove ozemeljskim zahtevam po osmanski Moldaviji in Besarabiji. Osmani prepustijo Rusiji demilitarizitani Azov in Zaporožje. |
| 6  | Šesta rusko-turška vojna | 1768–1774 | Ruska zmaga.:744:205–214 Kučukkajnarški mir: Osmansko cesarstvo odstopi Rusiji Kerč, Jenikale, Kabardino-Balkarijo in del Jedisana. Krimski kanat postane ruski podložnik. |
| 7  | Sedma rusko-turška vojna | 1787–1792 | Ruska zmaga.:745:393–426 Jašijski mir: Rusija priključi Ozi, Osmani priznajo rusko priključitev Krimskega kanata. |
| 8  | Osma rusko-turška vojna | 1806–1812 | Ruska zmaga. Bukareški mir: Rusija priključi Besarabijo. |
| 9  | Deveta rusko-turška vojna | 1828–1829 | Ruska zmaga. Odrinski mir: Rusija okupira Donavske kneževine, Grčija postane neodvisna od Osmanskega cesarstva. |
| 10 | krimska vojna | 1853–1856 | Osmanska, britanska, francoska in piemontska zmaga. Pariški mirovni sporazum: obojestranska demilitarizacija Črnega morja. Rusija odstopi južno Besarabijo in prizna de jure osmansko suverenost nad Donavskimi kneževinami. |
| 11 | Deseta rusko-turška viojna | 1877–1878 | Zmaga Rusije in njenih zaveznic. De jure neodvisnost Romunije, Srbije in Črne gore in de facto neodvisnost Bolgarije od Osmanskega cesarstva. Karska in Batumska oblast pripadeta Rusiji. |
| 12 | Prva svetovna vojna in ruska državljanska vojna - Kavkaška fronta - XV. korpus Osmanskega cesarstva deluje na vzhodni fronti. - Islamska kavkaška armada - Perzijska kampanja | 1914–1918 | Neodločena. Batumski sporazum - Vrnitev na predvojne meje leta 1918 |